# 한국의 가곡
한국 가곡(韓國歌曲, Korean lyric song)이란 시나 시조와 같은 문학성을 띤 노랫말에 찬송가 비슷한 선율을 붙여 피아노 또는 관현악 편성에 의한 반주로 부르는 예술가곡을 말한다. 한편 전통 가곡은 소규모 국악 관현 반주에 맞추어 남성과 여성이 부르던 한국의 전통 성악을 일컫는다.

## 역사
서양의 가곡은 대개 7세기 경의 ＜그레고리오 성가＞에서 유래하였고, 낭만시대의 프란츠 슈베르트에 의해 본격적인 예술가곡(독일어: Lied)으로 발전하였다.
대한민국에서의 가곡은 대한제국 말기에 수입된 기독교의 보급에 따른 찬송가와 당시 일기 시작한 창가에서 비롯되었다. 창가는 1890년대부터 1920년대까지 ＜애국가＞, ＜권학가＞, ＜독립가＞ 등에서 보듯이 시대 정신을 반영하여 널리 애창 되던 노래였다. 이를테면 신시, 애국가, 유행가, 예술가곡, 동요 등의 모든 기능을 동시에 아우르고 있었다.
이러한 창가는 1920년대 들어 새로운 양상을 띠기 시작했다. 1919년 일본 유학을 떠났던 홍난파가 관동대지진으로 귀국하면서, 당시 식민지배를 받고 있던 겨레의 슬픔과 고뇌를 그린 김형준의 시 ＜봉선화＞에 자신이 전에 작곡한 바이올린곡 ＜애수＞의 선율을 붙여 가곡 ＜봉선화＞로 발표한 것이다.
＜봉선화＞는 이내 전국 방방곡곡에 울려 퍼지게 되었고, 바로 한국 가곡의 시발점이 되었다. 이 곡은 창가와 같은 4·4조의 노랫말을 지녔지만, 음악적인 수준과 내용은 풍부한 예술성을 지닌 작품으로 종래의 창가에서 승화된 새로운 것이었다. 1922년 이은상의 시에 박태준이 곡을 붙여 만든 새로운 스타일의 노래인 <사우(思友, 동무생각)>가 선을 보였다.

## 시대별 대표적 가곡

### 일제 강점기
홍난파는 ＜봉선화＞ 이후 ＜금강에 살으리랏다＞, ＜봄처녀＞, ＜사공의 노래＞, ＜사랑＞, ＜성불사의 밤＞, ＜옛 동산에 올라＞, ＜장안사＞ 등을 잇달아 발표하여 한국 가곡의 길을 개척하고, 이를 더욱 넓혀 나갔다. <봄처녀>의 경우 처음으로 이은상의 시조(時調)에 홍난파가 곡을 붙인 것으로. 역시 두 사람이 만든 ＜성불사의 밤＞에서도 한국의 전통적인 가락이 서양음악과도 훌륭하게 어울릴 수 있음을 보여주었다. 더욱이 이원수가 지은 동요에 홍난파가 곡을 붙인 <고향의 봄>은 어린이들 뿐만 아니라 어른들에 의해서도 불릴 수 있는 수준 높은 곡임을 입증하였다.
1929년 미국에서 수학하고 온 현제명은 이은상 작사 ＜고향생각＞과 자작시인 ＜황혼의 해변＞, ＜새벽 종소리＞에 곡을 붙여 발표하였다.
곧 이어 이은상 작사 ＜그집 앞＞, 정인섭 작사 ＜산들바람＞, 김형준의 ＜나물 캐는 처녀＞, 그리고 자신이 가사를 지은 ＜가을＞, ＜적막한 가을＞, ＜희망의 나라로＞ 등 20여 곡을 발표하였다.
1930년대 초에는 독일 유학에서 돌아온 채동선이 <고향>, ＜추억＞, ＜동백꽃＞, ＜그리워＞, ＜갈매기＞, ＜모란＞, ＜동해＞ 등의 가곡을 내놓았다.
이흥렬은 1931년 원산에서 상경하여 자작시 ＜바우고개＞, ＜자장가＞ 등을 수록한 작곡집을 출판하였다. 그 중에서 널리 애창되는 가곡으로는 ＜어머니의 마음＞, ＜코스모스를 노래함＞, ＜고향 그리워＞, ＜봄이 오면＞, ＜꽃구름 속에＞ 등이 있다.
1933년에는 조두남이 ＜선구자＞를 작곡하였고, 그 뒤 ＜그리움＞, ＜산＞, ＜산촌＞, ＜또 한 송이 나의 모란＞, ＜새타령＞, ＜청산별곡＞등을 발표하였다.
한편, 평양숭실전문학교에서 공부하던 김동진은 1933년 마산 출신 이은상이 지은 시조 ＜가고파＞ 10수 가운데 4수에 곡을 붙였는데 해방 후 교과서에 실리면서 전국민이 애창하는 국민가곡이 되었다.
- 김세형 - ＜옥저(玉笛)＞, ＜찢어진 피리＞, ＜추억＞, ＜뱃노래＞
- 김성태 - ＜가시덤불＞, ＜꿈길＞, ＜동심초＞, ＜산유화＞, ＜이별의 노래＞, ＜진달래꽃＞, ＜한 송이 흰 백합화＞
- 김순애 - ＜그대 있음에＞, ＜모란이 피기까지는＞, ＜네잎 클로버＞, ＜물레＞, ＜4월의 노래＞
- 이유선 - ＜새가 되어 배가 되어＞, ＜고향＞, ＜입다문 꽃＞, ＜가는 길＞, ＜파랑새＞, ＜4월에는＞

### 광복 후
광복 후에는 ‘한국 가곡’이라는 이름으로 본격적인 가곡 작곡이 이루어졌다. 새로운 음악가들에 의해 한국 가곡은 양적 확대를 가져왔다. 경희학원의 설립자 조영식 박사가 지은 시에 1974년 같은 대학 김동진 교수가 곡을 붙인 <목련화>가 대표적이다.
- 최영섭 - 한상억 시 <그리운 금강산>
- 장일남 - 한명희 시 <비목>
- 구두회 - 사우월

## 현대
현대에는 한국 가곡이 질적으로 향상되었으나, 종래 전통 화성학에 의하여 작곡 되던 것이 현대적인 화성과 선율 기법으로 창작되면서 서양 음악의 맹목적인 수용으로 국적 없는 가곡의 양산, 한글 가사의 억양을 무시한 노랫말, 지나친 상업성의 추구 등이 문제점으로 지적되고 있다. 노랫말에 곡을 붙여 유명 성악가가 함께 부르는 가곡의 실험도 성공적으로 진행되었다. 또한 K-pop이 세계적으로 각광을 받으면서 한국의 젊은 시인들의 노랫말에 크로스오버 경향의 멜로디를 붙여 유명 성악가가 부르는 새로운 형태의 가곡이 등장해 인기를 끌고 있다.